# Возило безбедности
Прво возило безбедности употребљено је на првом Индијанаполис 500 догађају 1911. године. Од тада па све до данас оно служи у различитим такмичењима у аутомобилизму и мотоспорту (на пример, користи га и Формула 1). Сврха возила је да се током одређених ванредних, опасних или других случајева из разлога предострожности и спречавања остварења ризика на стази појави испред водећег возача. Од појављивања на стази до њеног напуштања најчешће није дозвољено претицање. Возило безбедности напушта стазу и трка се враћа у редовни ток тек када престану разлози због којих је возило ступило на стазу. У сезони 2021. први пут се користе 2 различита произвођача возила.